# دریاچه چینگ‌های

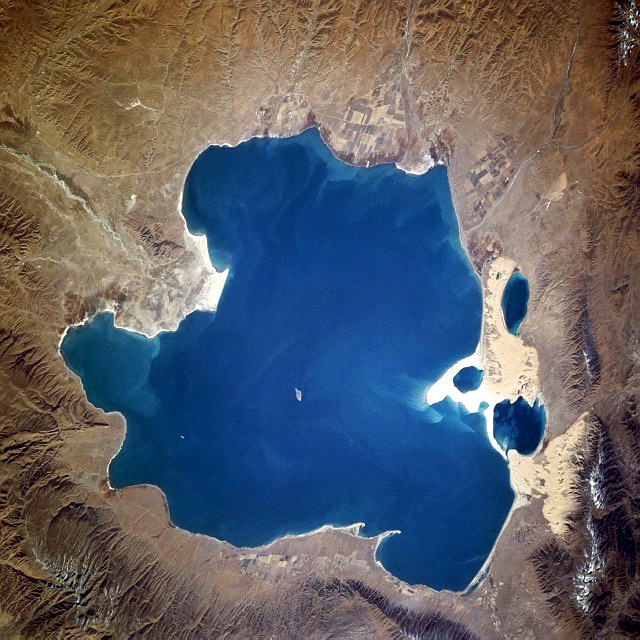
نمای دریاچه از فصا (نوامبر ۱۹۹۴). شمال دریاچه در سمت چپ قرار دارد.

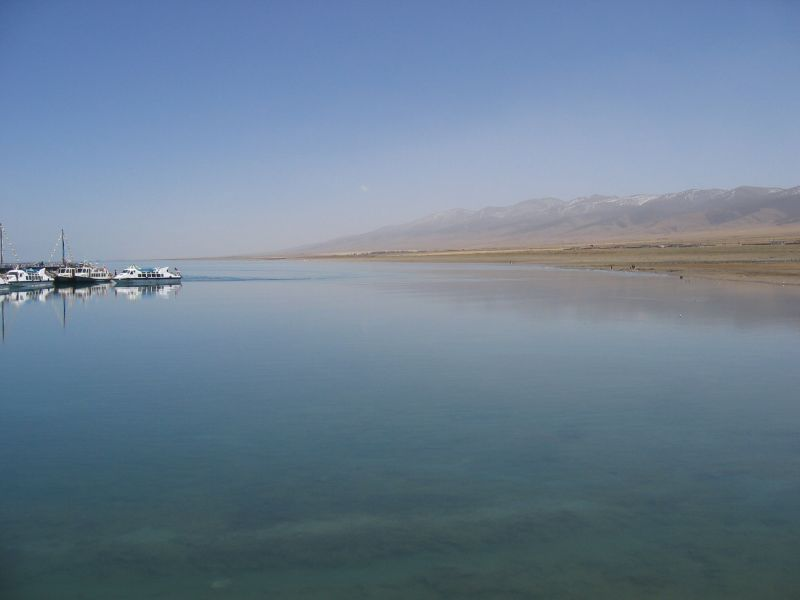
نمایی از دریاچه در سال ۲۰۰۶

دریاچه چینگ‌های (به چینی: 青海湖، پین یین: Qinghai Hu، وید جایلز: Ch’ing-hai Hu، تبتی: Tso Ngömpo) یا کوکو نور ( به مغولی: ) به‌معنای دریاچهٔ آبی دریاچه نمکی واقع در بلندی‌های تبت در شمال شرقی استان چینگ‌های و در جنوب کوه‌های چیلیان است. این دریاچه بزرگترین دریاچهٔ چین و بزرگترین دریاچهٔ کوهستانی در آسیای مرکزی است که در فرورفتگی‌ای در کوه چیلیان و در ارتفاع تقریبی ۳٬۲۰۰ متری از سطح دریا واقع شده و هیچ خروجی رودی ندارد.
دریاچهٔ چینگ‌های در حدود ۱۰۵ کیلومتر طول و ۶۵ کیلومتر عرض دارد و مساحت تقریبی آن ۶٬۰۰۰ کیلومتر مربع در زمان‌هایی که سطح آب دریاچه بالاست و پیرامون ۴٬۲۰۰ کیلومتر مربع در زمان‌هایی است که سطح آب دریاچه پایین است. این دریاچه کم‌عمق بوده و بیشترین ژرفای اندازه‌گیری‌شدهٔ آن ۳۸ متر بوده‌است. با این حال اندازه‌گیری‌های انجام‌شده از دههٔ ۱۹۹۰ به این سوی نمایانگر آن است که میانگین حجم آب دریاچهٔ چینگ‌های رو به کاهش است و حتی در زمان‌هایی دیده شده که بخش‌های کوچکی از آب‌های دریاچه در خطوط کم‌عمق‌تر ساحلی از بدنهٔ اصلی آن جدا افتاده است.
آب‌های دریاچهٔ چینگ‌های لاجوردی‌رنگ است و نام دریاچه نیز برگرفته از نام مغولی آن - کوکو نور - به معنای «دریاچهٔ آبی» است. این دریاچه از لحاظ اقتصادی حائز اهمیت نمی‌باشد.